# Estret de Johnstone
L'estret de Johnstone (en anglès, Johnstone Strait) és un estret de mar que envolta la costa nord-est de l'illa de Vancouver en la Colúmbia Britànica, Canadà, un estret canal d'uns 110 km de longitud. Enfront de la costa de l'illa de Vancouver, que corre de nord a sud, estan l'illa Hanson, l'illa West Cracroft, la part continental de la costa de la Colúmbia Britànica, l'illa Hardwicke, l'illa West Thurlow i l'illa East Thurlow. En aquest punt, l'estret s'uneix amb el passatge Discovery que connecta amb l'estret de Geòrgia.
L'estret té una amplària d'entre 2,5 km i 5 km. Es tracta d'un important canal de navegació a la costa oest d'Amèrica del Nord, ja que és el canal preferit dels bucs que des de l'estret de Geòrgia es dirigeixen al nord de l'illa de Vancouver a través de l'estret de la Reina Carlota, amb destinació a Prince Rupert, l'arxipèlag de Haida Gwaii, Alaska, i l'oceà Pacífic Nord.